# Morpho candelarius
Morpho candelarius är en fjärilsart som beskrevs av Otto Staudinger 1875. Morpho candelarius ingår i släktet Morpho och familjen praktfjärilar. Inga underarter finns listade i Catalogue of Life.